# Hurricane Neddy
"Hurricane Neddy" är avsnitt åtta från säsong åtta av Simpsons och sändes på Fox i USA den 29 december 1996. Avsnittet skrevs av Steve Young och regisserades av Bob Anderson. Jon Lovitz gästskådespelar som Jay Sherman. I avsnittet drabbas Springfield av orkanen "Barbara", familjen Simpson klarar sig men inte Ned Flanders hus och han börjar tappar tron på Gud.

## Handling
Under en vanlig eftermiddag i Springfield börjar det blåsa och Lisa undersöker det och inser att en orkan är på väg och varnar familjen. Homer tror inte på hennes historia då det inte finns några bevis att Springfield någonsin haft orkaner. Lisa berättar då för Homer att registret finns bara till 1978. På nyheterna berättar de att orkanen Barbara är på väg till Springfield och familjen åker till Kwik-E-Mart och köper nödproviant innan de gömmer sig i källaren i väntan på att orkanen passerar. Efter en stund har den passerat och de klarar sig efter att Marge har gjort en bön.
Grannen Ned Flanders har inte klarat sig och hans hus är totalt förstört förutom deras gravstenar. Ned har inte tecknat en försäkring då han ser det som ett spel och de får flytta in på ett härbärge som de enda som blivit hemlösa av orkanen. Ned har tappat tron på gud då även hans butik blivit drabbad av ett snatteriupplopp. Ned försöker läsa bibeln men skär sig på pappret och struntar i att läsa den och förstår inte vad han gör för fel då han gör allt som det står.
Nästa dag åker Marge med Ned till sitt gamla hem och får reda på att grannarna och hans vänner byggt upp hans hus igen. Ned blir lycklig men huset visar sig inte hålla en bra kvalité och han får ett utbrott och skriver in sig själv på mentalsjukhuset. På mentalsjukhuset känner en sköterska igen honom och hon ringer Dr. Foster. Foster berättar för Ned att han träffade honom då han var ett barn för att han skulle bli lugnare då han var en busunge. Hans terapi var åtta månaders smisk. Ned kunde efter det inte visa någon ilska utan pratade nonsens istället.
Dr. Foster inser att Ned måste få träffa någon han hatar och ringer Homer och försöker få honom till ett utbrott. Han får inte det av Homer, utan istället får han honom att inse att han hatar sina föräldrar och posten. Foster anser Ned botad och han åker hem där Springfields invånare firar honom för han blivit frisk.

## Produktion
Steve Young som var en frilansare skrev manuset. Författarna ville avslöja varför Ned beter sig som han gör. Idén kom från George Meyer, som ville att Neds tro på gud skulle testas. En av nyckelpunkterna kom från Jack Handey som ville göra en sketch om skor. John Swartzwelder som är författare i serien är en av de intagna på Calmwood Mental Hospital. Senare i avsnittet håller en person i en skylt med texten "frige John Swartzwelder". Personen som Ned skriker till som har en hästsvans och vit tröja är regissören Bob Anderson.

## Kulturella referenser
Scenen där invånara i Springfield är arga på Kwik-E-Mart är en referens till upploppet under 1992 i Los Angeles. Todd har en Butthole Surfers-tröja. Av censurskäl är det "Buttho Surfers". Jay Sherman från The Critic är en av de intagna. Den lilla dörren i Neds nya hus är en referens till Kalle och chokladfabriken.

## Mottagande
Avsnittet hamnade på plats 18 över mest sedda program under veckan med en Nielsen ratings på 8.7, vilket gav 8,4 miljoner hushåll. Det var det näst mest sedda på Fox under veckan. Marges replik då hon ber till gud att rädda familjen från orkanen har citerats av Mark Pinsky om hur familjen tror på religion. Ben Rayner från Toronto Star tror att många av seriens nördar vill veta hur Barney kom igenom den lilla dörren i Neds nya hus.